# Aeroporto di Castelvetrano
L'aeroporto di Castelvetrano è stato un aeroporto militare, situato nei pressi della città di Castelvetrano, in provincia di Trapani.

## Storia
La struttura venne inaugurata, in contrada Fontanelle, alla fine degli anni trenta ed utilizzata nella seconda guerra mondiale come aeroporto militare.
Allo scoppio della seconda guerra mondiale, l'aeroporto era la sede di guerra del 36º Stormo Bombardamento Terrestre, stanziato in tempo di pace a Bologna-Borgo Panigale.
Il codice di guerra, la sigla data dalla Regia Aeronautica, era "511". Fu sede del 9º Stormo B.N. impegnato nel pattugliamento del Mediterraneo. Di stanza nel 1942 vi era la 59ª Squadriglia bombardieri tattica, impegnata nel bombardamento di Malta. Da gennaio a luglio 1942 vi operò anche il 37º Stormo. Insieme agli aeroporti di Trapani-Milo, Trapani-Chinisia e Sciacca fu base primaria per effettuare le missioni di guerra per il trasporto, con i trimotori Savoia-Marchetti S.M.82, di personale e materiali sulle basi dell'Africa. Fu anche sede del 132º Gruppo Autonomo Aerosiluranti comandato da Carlo Emanuele Buscaglia prima e poi da Giulio Cesare Graziani.
Dopo lo sbarco alleato in Sicilia, fu utilizzato dal settembre 1943 dalla Twelfth Air Force USA, con il 81° Fighter Group, e il 314° Troop Carrier Group, fino al febbraio 1944.
L'8 dicembre 1943 fu luogo di un incontro tra il presidente americano Franklin Delano Roosevelt, atterrato insieme al generale Dwight Eisenhower, e i comandanti alleati George Patton e Mark Clark

### Dopoguerra
Dopo che il terreno e quello che resta della struttura venne consegnato da parte dell'Aeronautica Militare all'Agenzia del Demanio della Regione Siciliana ed essere stato usato come campo di volo per aeromodelli, ultraleggeri e deltaplani a motore, il 29 luglio 2010 viene firmato dall'autorità militare e da quella civile il verbale di dismissione definitiva, diventando così ufficialmente un bene patrimoniale dello Stato.